# Margarete Netke-Löwe
Margarete Julia Netke-Löwe (* 27. Juni 1889 in Breslau; † 1971 in Tokio) war eine deutsche Sopransängerin.

## Werdegang
Margarete Löwe wurde als Tochter des jüdischen Journalisten Ernst Löwe geboren. Nach dem Abitur absolvierte sie in Breslau eine Ausbildung zur Sprachlehrerin und studierte dann bei Johannes Messchaert in Berlin, in München und in Frankfurt am Main. Nach Konzerten in Deutschland, Österreich, den Niederlanden und den baltischen Staaten kehrte sie während des Ersten Weltkriegs als Gesangslehrerin nach Breslau zurück. 1924 wurde sie als Kontraktausländer an die Kaiserliche Musikakademie in Tokio eingeladen, wo sie bis 1931 Gesang unterrichtete. Danach lehrte sie an der privaten Kunitachi-Musikakademie. Sie unternahm Konzertreisen durch Japan, Formosa, die Mandschurei und China.
Verheiratet war sie mit dem Fotografen Martin Netke.
Die jüdische Sängerin und ihr Ehemann wurden mit Machtübernahme der Nationalsozialisten in Deutschland als sogenannte „jüdisch Versippte“ Mitte der 1930er Jahre zunehmend aus der deutschen Kolonie in Tokio und auch aus der Deutschen Gesellschaft für Natur- und Völkerkunde Ostasiens (OAG) ausgeschlossen und zudem von Deutschland ausgebürgert. Erst 1948 konnte Margarethe Netke-Löwe in den Dienst der Musikakademie zurückkehren.

## Ehrungen
- 1955: Verdienstkreuz (Steckkreuz) der Bundesrepublik Deutschland